# 全国一般東京ゼネラルユニオン
全国一般東京ゼネラルユニオン（ぜんこくいっぱんとうきょうゼネラルユニオン、略称：東ゼン（とうぜん）、英語：Zenkoku Ippan Tokyo General Union、略称：Tozen Union）は、日本の労働組合である。沿革は1956年まで遡り、日本で初の外国籍の代表による多民族・多国籍合同労組である。ルイス・カーレット、デイブ・アシュトン、アンソニー・ドーランなどによって、2010年4月25日に結成された。

## 概要
産業を問わず組織化を進めている一般労働組合である。出版、金融、語学、外食産業等々、組合員の属する業界は多岐にわたっている。また大半の組合員は関東近辺地域に居住している。
執行委員長は、奥貫妃文(Hifumi Okunuki)、。執行副委員長は、トニー・ドーラン。

## 歴史
東ゼンの歴史は1956年に設立された城南中小合同労働組合まで遡る。1994年には全国一般労働組合東京南部（以下、「南部」という）が結成され、2003年には英語名が、National Union of General Workers Tokyo South からNational Union of General Workers Tokyo Nambuに変更された。2004年にはなんぶ外国人分科会（以下、「なんぶFWC」という）が南部の専門部として設立された。なんぶFWCに加盟している支部の数は最終的に11にのぼった。
2010年4月25日には、11支部のうちの6支部が、南部から脱退して東ゼンを結成する決議を可決した。なんぶFWCの過半数が脱退して東ゼンに移り、南部に残ったなんぶFWCは、一時的な業務停止に陥った（2010年8月26日以来）。
東ゼンの規約は2009年12月20日に採択され、2010年4月25日には正式な独立宣言が発表された。さらに2010年6月には法人登録を行った。
東日本大震災が発生した2011年3月11日に、当時執行委員長ルイス・カーレット氏は、デモクラシー・ナウで、東京の状況を報告した。

## 支部
東ゼン労組は、現在23の支部を持っている。

- ジャパン・タイムス
- ベルリッツ・ゼネラル・ユニオン東京（ベグントBegunto）
- リンガフォン
- フィリピン・ナショナル・バンク東京支店
- アップル・ジャパン支部
- 日仏学院
- 日仏学園
- 日本外国語専門学校（文際学園）
- 東京学芸大学
- 東京芸術大学
- サイマル・アカデミー
- 東ゼン大学教職員組合
- GABA労組
- 上智大学国際教職員組合
- 芝浦工業大学
- ALT支部
- ニチイ学館（COCO支部）
- 三菱ふそう労組
- シェーン労組
- NCC支部
- 日米英語学院
- ユニオン・東ゼン・トラブルメーカーズ（UTT支部）

+ イングリッシュ・エクスプレス
- 個人加盟支部

## 行動
東ゼンは常に労働者のさらなる地位向上をめざして、全員参加で闘うことをモットーとした組合であり、裁判、行政機関などにおいて、労働者の声を代弁しながら活動を展開している。
東ゼン労組の執行委員長　奥貫妃文は、2012年2月に英字新聞のジャパン・タイムズには、レーバー・ペインズ（労働の苦労）というコラムを発足し、月一度労働裁判の有名な判例を取り上げる。
東ゼン労組は、2014年3月に、言語学者・政治思想家のノアム・チョムスキー博士との座談を主催
米国務省人権報告において、組合が語学講師らを社会保険に加入させる長年にわたる運動に対して表彰された。

## 国外交流
2019年2月27日から3月11日にかけて、東ゼン労組執行委員長の奥貫妃文、財政部長ルイス・カーレット、組織拡大担当（連合東京執行委員）ジェローム・ロスマンはアイスランドで2番目に大きい労働組合である Efling によって開催された数回にわたるゲストとして講演をした。
Eflingの組織部門からの招待に基づき、2019年3月3日に東ゼンの構造や歴史、活動範囲や日本の労働法についてのプレゼンテーションを行った。イベントはライブ配信された。
2019年3月5日社内組織についてのワークショップを行った。
2019年3月8日、奥貫妃文とルイス・カーレットは、アイスランドのテレビ番組から、同日に行われたReykjavikのホテルでメイドとして働くEflingの組合員全員による1日ストライキについてのインタビューを受けた。

## 寿ぎの短歌
寿ぎの短歌あやふやな春空のもと一輪の紅のなでしこすっくと咲けり※
※なでしこは、交雑して豊かな変化を生じたともいわれる花であり、独立日である4月25日の誕生花でもある。「あやふやな春空」は、独立直前の天気の不安定をも、全国一般労働組合東京南部内の政治的な不安定をも表す表現。